# Glendale Heights
Glendale Heights è un villaggio degli Stati Uniti d'America, situato nello Stato dell'Illinois, nella contea di DuPage.